# Erasmo Zamperlini
Erasmo Zamperlini (Ronco all'Adige, 22 giugno 1930 – ...) è stato un calciatore italiano, di ruolo mediano.

## Carriera
Ha esordito in Serie A con la maglia della SPAL il 22 marzo 1953 in SPAL-Sampdoria (0-0).
Ha giocato in massima serie per due stagioni con la SPAL e per un anno con il Palermo, in prestito dal Verona, nel 1956-1957.